# دتور کافی
دتور کافی (انگلیسی: Doutor Coffee) شرکت خرده‌فروشی ژاپنی است، که در سال ۱۹۷۶ تأسیس شد.